# Dario Varotari el Viejo
Dario Varotari el Viejo (Verona; 1539 - Padua; 1596) fue un pintor, escultor y arquitecto italiano de la última fase del Renacimiento, adscrito a la corriente manierista y que trabajó principalmente en la ciudad de Padua. Su obra más importante fue el anfiteatro anatómico de Padua, bajo encargo de Paolo Sarpi.

## Biografía
Varotari nació en Verona, aunque descendía de una familia de origen germánico, probablemente de Estrasburgo o Augsburgo, cuyo apellido original era Weyrotter. Fue alumno de Paolo Veronese, aunque su inclinación fue imitar el estilo de Tiziano.
Se casó con Samaritana, hija del pintor Giovanni Battista Ponchino. De este matrimonio nacieron varios hijos, entre ellos Chiara Varotari y Alessandro, conocido como il Padovanino, ambos notables pintores. No debe ser confundido con Dario Varotari el Joven, nieto suyo, que fue, además de pintor, músico, científico y escritor.
Murió en 1596 o 1597 al caer de un andamio mientras realizaba trabajos de decoración al fresco en Padua. Sus hijos le dedicaron posteriormente un epitafio latino, medio laudatorio y medio biográfico:
DARIO VAROTARI O VERONENSI
EX VAROTARIA NOBILI GENTE
ARGENTINAE OLIM PRINCIPE
QUAE LUTHERANISMUM FUGIENS
VERONAM, MOX PATAVIUM SE CONTULIT
(Dario Varotari de Verona / antiguo príncipe de Estrasburgo / de una noble familia de Varotaria / que huyó del Luteranismo / a Verona y que pronto marchó a Padua / en una vida distinguida por la piedad y la virtud.)

## Obras destacadas

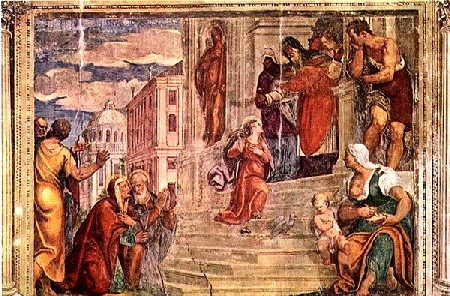
Presentación de María en el Templo, Scuola della Carità, Padua.

- Virgen con el Niño y las santas Lucía y Catalina y un monje benedictino presentado por Santa Justina (Musei Civici, Padua)
- Virgen entronizada con San Pedro, San Juan Evangelista y ángeles (Musei Civici, Padua)
- Frescos con Historias de la Vida de la Virgen (1579, Scuola della Carità, Padua)
  - Natividad de la Virgen
  - Anunciación
  - Asunción de la Virgen
  - Presentación de la Rama Florida
  - Encuentro en la Puerta Dorada
  - Visitación
  - Dormición de la Virgen
  - Esponsales de la Virgen y San José
  - Muerte de San José
  - Expulsión de Joaquín del Templo
  - Joaquín entre los pastores
  - Presentación de la Virgen en el Templo
- Decoraciones al fresco en la Villa Emo Capodilista (Montecchia di Selvazzano)